# Arquidiócesis de Calcuta
La arquidiócesis de Calcuta (en latín: Archidioecesis Calcuttensis y en inglés: Roman Catholic Archdiocese of Calcutta) es una circunscripción eclesiástica de la Iglesia católica en India. Se trata de una arquidiócesis latina, sede metropolitana de la provincia eclesiástica de Calcuta. Desde el 23 de febrero de 2012 su arzobispo es Thomas D'Souza.

## Territorio y organización

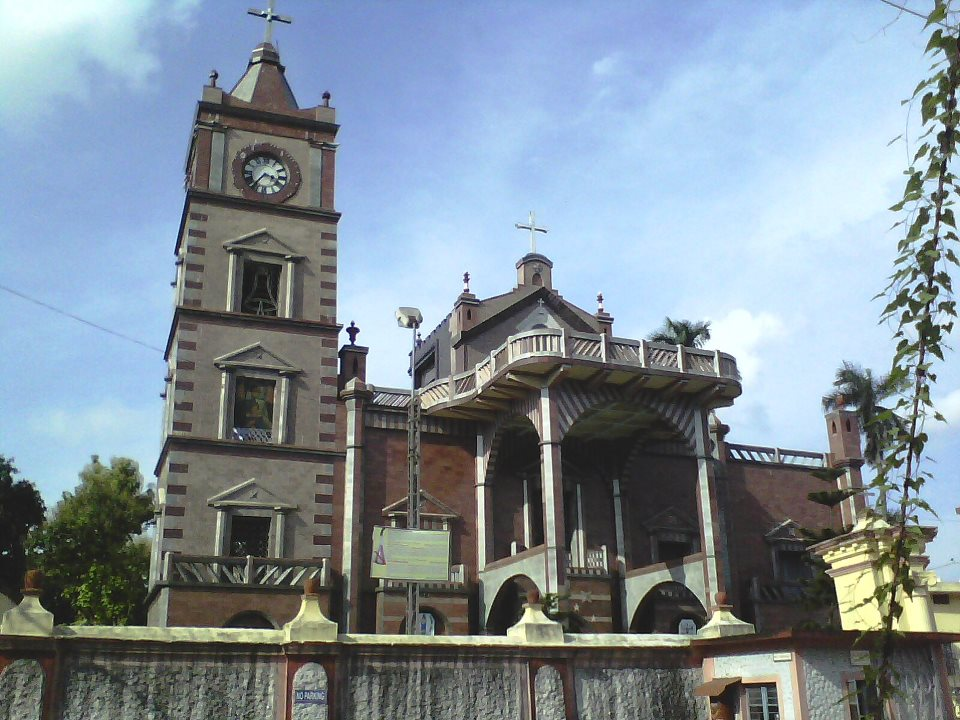
Basílica y santuario de Nuestra Señora del Rosario, en Bandel

La arquidiócesis tiene 29 858 km² y extiende su jurisdicción sobre los fieles católicos de rito latino residentes en los distritos del estado de Bengala Occidental de: Calcuta, Howrah, Hugli, Midnapore oriental, Midnapore occidental, 24 Parganas norte (en parte) y Bankura (la parte meridional)
La sede de la arquidiócesis se encuentra en la ciudad de Calcuta (llamada Kolkata desde 2001), en donde se halla la Catedral del Santísimo Rosario. En Bandel, en el distrito de Hugli, se encuentra la basílica menor y santuario de Nuestra Señora del Rosario.
La arquidiócesis tiene como sufragáneas a las diócesis de: Asansol, Bagdogra, Baruipur, Darjeeling, Jalpaiguri, Krishnagar y Raiganj.
En 2021 en la arquidiócesis existían 55 parroquias.

## Historia
Los primeros asentamientos cristianos en Bengala aparecieron a finales del siglo XVI en torno a la iglesia de Bandel, a orillas del río Hooghly.
El vicariato apostólico de Calcuta o de Bengala fue erigido el 18 de abril de 1834 con el breve Latissimi Terrarum del papa Gregorio XVI, obteniendo el territorio de la diócesis de Santo Tomé de Meliapor (hoy arquidiócesis de Madrás y Meliapor).
El 17 de febrero de 1845 el vicariato apostólico se dividió y la parte oriental se confió a un vicario que residía en Chittagong, que estaba sujeto al vicario apostólico de Bengala.
El 15 de febrero de 1850, en virtud del breve Exponendum Nobis del papa Pío IX, el vicariato quedó definitivamente dividido, dando lugar al vicariato apostólico de Bengala Occidental y al vicariato apostólico de Bengala oriental (hoy arquidiócesis de Daca). Al mismo tiempo, la región de Assam, que dependía del vicariato apostólico de Bengala, fue separada y anexada al vicariato apostólico del Tíbet (hoy diócesis de Kangding).
En 1855 se estableció como misión la parte oriental del vicariato apostólico de Bengala Occidental, dependiente de los vicarios de Calcuta. El 19 de julio de 1870 la misión se convirtió en una prefectura apostólica independiente mediante el breve Ex debito Pastoralis del papa Pío IX, con el nombre de prefectura apostólica de Bengala Central (hoy diócesis de Krishnagar).
El 1 de septiembre de 1886, como resultado de la bula Humanae salutis del papa León XIII, el vicariato apostólico de Bengala Occidental fue elevado al rango de arquidiócesis metropolitana y asumió su nombre actual. El 7 de junio de 1887, con el breve Post initam, se instituyó la provincia eclesiástica de Calcuta, que incluía como sufragáneas a las diócesis de Daca y Krishnagar. Al mismo tiempo, la arquidiócesis se expandió con territorios que pertenecían a la diócesis de Allahabad, incluida la región de Sikkim.
El 3 de julio de 1929, tres parroquias que hasta entonces dependían de los obispos de Santo Tomé de Meliapor en virtud de los derechos del padroado portugués pasaron a la jurisdicción de los arzobispos de Calcuta mediante la bula Quae ad spirituale.
El 8 de febrero de 1951 la antigua posesión francesa de Chandernagor, que dependía desde el punto de vista eclesiástico de los arzobispos de Pondicherry, fue incorporada a la arquidiócesis de Calcuta.
Durante el siglo XX cedió en varias ocasiones otras porciones de su territorio para la erección de nuevos distritos eclesiásticos:
- la diócesis de Ranchi (hoy arquidiócesis de Ranchi) el 25 de mayo de 1927 mediante la bula In omnes christiani del papa Pío XI;[9]
- la misión sui iuris de Sikkim (hoy diócesis de Darjeeling) el 15 de febrero de 1929 mediante el breve In longinquis del papa Pío XI;[10] el 8 de agosto de 1962 cedió otras porciones de territorio a esta circunscripción eclesiástica mediante la bula Quem ad modum del papa Juan XXIII;[11]
- la diócesis de Sambalpur el 14 de junio de 1951 mediante la bula Novarum dioecesium del papa Pío XII;[12]
- la diócesis de Jessore (hoy diócesis de Khulna) el 3 de enero de 1952 mediante la bula Cum sit usu del papa Pío XII;[13]
- la prefectura apostólica de Malda (hoy diócesis de Dumka) el 17 de enero de 1952 mediante la bula Tam opportunum del papa Pío XII;[14] el 8 de agosto de 1962 cedió otras porciones de territorio a esta circunscripción eclesiástica mediante la bula Exsultat sancta Mater Ecclesia del papa Juan XXIII;[15]
- la diócesis de Jamshedpur el 2 de julio de 1962 mediante la bula Sicut bona mater del papa Juan XXIII;[16]
- la prefectura apostólica de Balasore (hoy diócesis de Balasore) el 8 de junio de 1968 mediante la bula Rerum condicio catholicarum del papa Pablo VI;[17]
- la diócesis de Baruipur el 30 de mayo de 1977 mediante la bula Ad populi Dei del papa Pablo VI;[18]
- la diócesis de Asansol el 24 de octubre de 1997 mediante la bula Pastorali quidem del papa Juan Pablo II.[19]

## Estadísticas
Según el Anuario Pontificio 2022 la arquidiócesis tenía a fines de 2021 un total de 175 231 fieles bautizados.
| Año                                                                             | Población            | Población  | Población      | Sacerdotes | Sacerdotes    | Sacerdotes    | Bautizados por sacerdote | Diáconos permanentes | Religiosos | Religiosos | Parroquias |
| Año                                                                             | Bautizados católicos | Total      | % de católicos | Total      | Clero secular | Clero regular | Bautizados por sacerdote | Diáconos permanentes | Varones    | Mujeres    | Parroquias |
| ------------------------------------------------------------------------------- | -------------------- | ---------- | -------------- | ---------- | ------------- | ------------- | ------------------------ | -------------------- | ---------- | ---------- | ---------- |
| 1950                                                                            | 82 053               | 29 159 168 | 0.3            | 191        | 20            | 171           | 429                      |                      | 144        | 259        | 40         |
| 1959                                                                            | 106 203              | 30 300 258 | 0.4            | 210        | 24            | 186           | 505                      |                      | 270        | 528        | 54         |
| 1970                                                                            | 82 603               | 27 276 722 | 0.3            | 184        | 34            | 150           | 448                      |                      | 243        | 538        | 33         |
| 1980                                                                            | 85 900               | 30 240 000 | 0.3            | 160        | 62            | 98            | 536                      |                      | 198        | 636        | 32         |
| 1990                                                                            | 107 687              | 35 441 000 | 0.3            | 194        | 68            | 126           | 555                      |                      | 302        | 762        | 52         |
| 1999                                                                            | 133 740              | 24 813 952 | 0.5            | 220        | 88            | 132           | 607                      |                      | 363        | 857        | 31         |
| 2000                                                                            | 135 543              | 25 114 983 | 0.5            | 204        | 65            | 139           | 664                      |                      | 397        | 828        | 32         |
| 2001                                                                            | 136 804              | 25 124 983 | 0.5            | 197        | 65            | 132           | 694                      |                      | 349        | 950        | 34         |
| 2002                                                                            | 138 535              | 23 150 108 | 0.6            | 207        | 66            | 141           | 669                      |                      | 305        | 922        | 34         |
| 2003                                                                            | 139 920              | 27 665 118 | 0.5            | 206        | 65            | 141           | 679                      | 3                    | 316        | 905        | 34         |
| 2004                                                                            | 141 726              | 29 048 374 | 0.5            | 207        | 70            | 137           | 684                      |                      | 313        | 880        | 37         |
| 2006                                                                            | 145 246              | 31 152 686 | 0.5            | 211        | 70            | 141           | 688                      |                      | 328        | 1141       | 38         |
| 2013                                                                            | 160 165              | 39 553 435 | 0.4            | 239        | 72            | 167           | 670                      |                      | 285        | 1158       | 42         |
| 2016                                                                            | 168 564              | 41 543 265 | 0.4            | 247        | 83            | 164           | 682                      |                      | 195        | 735        | 45         |
| 2019                                                                            | 173 426              | 44 013 000 | 0.4            | 264        | 89            | 175           | 656                      |                      | 241        | 810        | 46         |
| 2021                                                                            | 175 231              | 47 618 000 | 0.4            | 274        | 92            | 182           | 639                      |                      | 336        | 1083       | 55         |
| Fuente: Catholic-Hierarchy, que a su vez toma los datos del Anuario Pontificio. |                      |            |                |            |               |               |                          |                      |            |            |            |

## Episcopologio
- Robert Saint-Léger, S.I. † (18 de abril de 1834-1838)

- Jean-Louis Taberd, M.E.P. † (1838-31 de julio de 1840 falleció)
- Patrick Joseph Carew, S.I. † (30 de noviembre de 1840-2 de noviembre de 1855 falleció)
- Thomas Olliffe † (2 de noviembre de 1855 por sucesión-13 de mayo de 1859 falleció)
  - Sede vacante (1859-1864)
- Auguste Van Heule, S.I. † (9 de septiembre de 1864-9 de junio de 1865 falleció)
- Walter Herman Jacobus Steins, S.I. † (11 de enero de 1867-3 de diciembre de 1877 renunció)
- Paul Goethals, S.I. † (3 de diciembre de 1877-4 de julio de 1901 falleció)
- Brizio Meuleman, S.I. † (21 de marzo de 1902-23 de junio de 1924 falleció)
- Ferdinand Périer, S.I. † (23 de junio de 1924 por sucesión-12 de agosto de 1960 renunció[nota 1])
- Vivian Anthony Dyer † (12 de agosto de 1960 por sucesión-8 de febrero de 1962 falleció)
- Albert Vincent D'Souza † (8 de agosto de 1962-29 de mayo de 1969 renunció[nota 2])
- Lawrence Trevor Picachy, S.I. † (29 de mayo de 1969-5 de abril de 1986 renunció)
- Henry Sebastian D'Souza † (5 de abril de 1986 por sucesión-2 de abril de 2002 retirado)
- Lucas Sirkar, S.D.B. † (2 de abril de 2002 por sucesión-23 de febrero de 2012 retirado)
- Thomas D'Souza, por sucesión el 23 de febrero de 2012